# Craspedoma costata
Craspedoma costata é uma espécie de gastrópode da família Cyclophoridae.
É endémica da Espanha.